# Schülp b. Nortorf
Schülp b. Nortorf ist eine Gemeinde im Kreis Rendsburg-Eckernförde in Schleswig-Holstein.

## Geografie

### Geografische Lage
Das Gemeindegebiet von Schülp b. Nortorf erstreckt sich im Naturraum Holsteinische Vorgeest (Haupteinheit Nr. 698) zwischen dem Schülper Moor im Südosten der Gemarkung bis nahe an das südliche Ufer des Borgdorfer Sees im Norden heran. Auch das Große Moor bei Dätgen reicht im Westen bis in die Gemarkung von Schülp b. Nortorf hinein.

### Gemeindegliederung
Siedlungsgeografisch lässt sich die Gemeinde Schülp b. Nortorf in verschiedene Wohnplätze gliedern. Neben dem Dorf gleichen Namens befinden sich auch die Siedlungen Augenberg und Bekkamp, die Fabriken Grüntal und Torfwerk Schülp (jeweils mit anhängender Häusergruppe), die Häusergruppen In de Loh und Timmasper Weg, außerdem die Hof-/Höfesiedlungen Großenheide und Looper Weg innerhalb des Gemeindegebietes.

### Nachbargemeinden
Direkt angrenzende Gemeindegebiete von Schülp b. Nortorf sind:
| Nortorf | Borgdorf-Seedorf                            |        |
| Gnutz   | Kompassrose, die auf Nachbargemeinden zeigt | Dätgen |
|         | Timmaspe, Krogaspe                          | Loop   |

## Geschichte
Hünengräber im Gemeindegebiet beweisen, dass das Gebiet schon seit der Steinzeit besiedelt war.
Der Ort wurde 1286 als Schullebvi oder Sculleby erstmals erwähnt. Die Bedeutung des Ortsnamens ist nicht endgültig geklärt, soll aber so viel wie „Dorf am Schilf“ heißen.
Während der Zeit des Nationalsozialismus befand sich eine Außenstelle des KZ Fuhlsbüttel im Großen Moor, die Gefangenen mussten auch im Schülper Torfwerk arbeiten.

## Politik

### Gemeindevertretung
Bei der Kommunalwahl am 14. Mai 2023 wurden insgesamt 11 Sitze vergeben. Die Kommunale Wählergemeinschaft Schülp bei Nortorf erhielt sechs Sitze und die Allgemeine Wählergemeinschaft Schülp bei Nortorf erhielt fünf Sitze.

### Wappen
Blasonierung: „Auf silbernem Hügel, der mit einem aus zwei Tragsteinen und einer Deckplatte bestehenden schwarzen Steingrab belegt ist, in Schwarz drei silberne, aus je zwei Blättern und einem Samenstand bestehende Rohrkolben.“
Schülp b. Nortorf hat das einzige schwarz-weiße Wappen Schleswig-Holsteins. Dieser Verzicht auf Buntheit erfolgte auf ausdrücklichen Wunsch der Gemeindevertretung.

## Wirtschaft und Verkehr
Die Wirtschaft in Schülp b. Nortorf ist überwiegend von der Urproduktion der Landwirtschaft geprägt. Die touristische Entwicklung vollzieht sich vorrangig aus eigener Kraft, wird aber mit EU-Fördermitteln unterstützt.
Die schleswig-holsteinische Landesstraße 328 (vormals Bundesstraße 205) führt durch den südöstlichen Bereich des Gemeindegebiets in südlicher Richtung nach Neumünster (mit Anschluss an der Bundesautobahn 7 bei der Anschlussstelle Neumünster-Nord (Nr. 13)), in westlicher Richtung in den Raum Jevenstedt mit Anschluss an die Bundesstraße 77.

## Persönlichkeiten

### Söhne und Töchter des Ortes
- Sabine Wernet (1951–2011) war eine deutsche Rechtsanwältin.

### Mit Schülp b.Nortorf verbunden
- Thomas Voß (* 1958) ist ein deutscher Springreiter. Er lebt in Schülp.